# Třída Turunmaa
Třída Turunmaa byla třída korvet finského námořnictva. Celkem byly postaveny dvě jednotky této třídy, které byly ve službě v letech 1969-2001. Jejich hlavním úkolem bylo pobřežní hlídkování a později též vedení flotily rychlých útočných člunů. V době svého dokončení to byly největší válečné lodě finského námořnictva, které byly postaveny od doby druhé světové války. Největšími válečnými loďmi finského námořnictva zůstaly až do svého vyřazení.

## Stavba
Stavba dvojice plavidel této třídy byla objednána v únoru 1965. Korvety postavila loděnice Wärtasilä v Helsinkách. Do služby byly přijaty v roce 1969. V roce 1986 plavidla prošla modernizací v loděnici Wärtasilä v Turku. Modernizována byla elektronika, radary a sonar.
Jednotky třídy Turunmaa:
| Jméno         | Spuštěna | Vstup do služby | Status                         |
| ------------- | -------- | --------------- | ------------------------------ |
| Turunmaa (03) |          | 1969            | vyřazen 2000-2001              |
| Karjala (04)  |          | 1969            | vyřazen 2000-2001, muzejní loď |

## Konstrukce

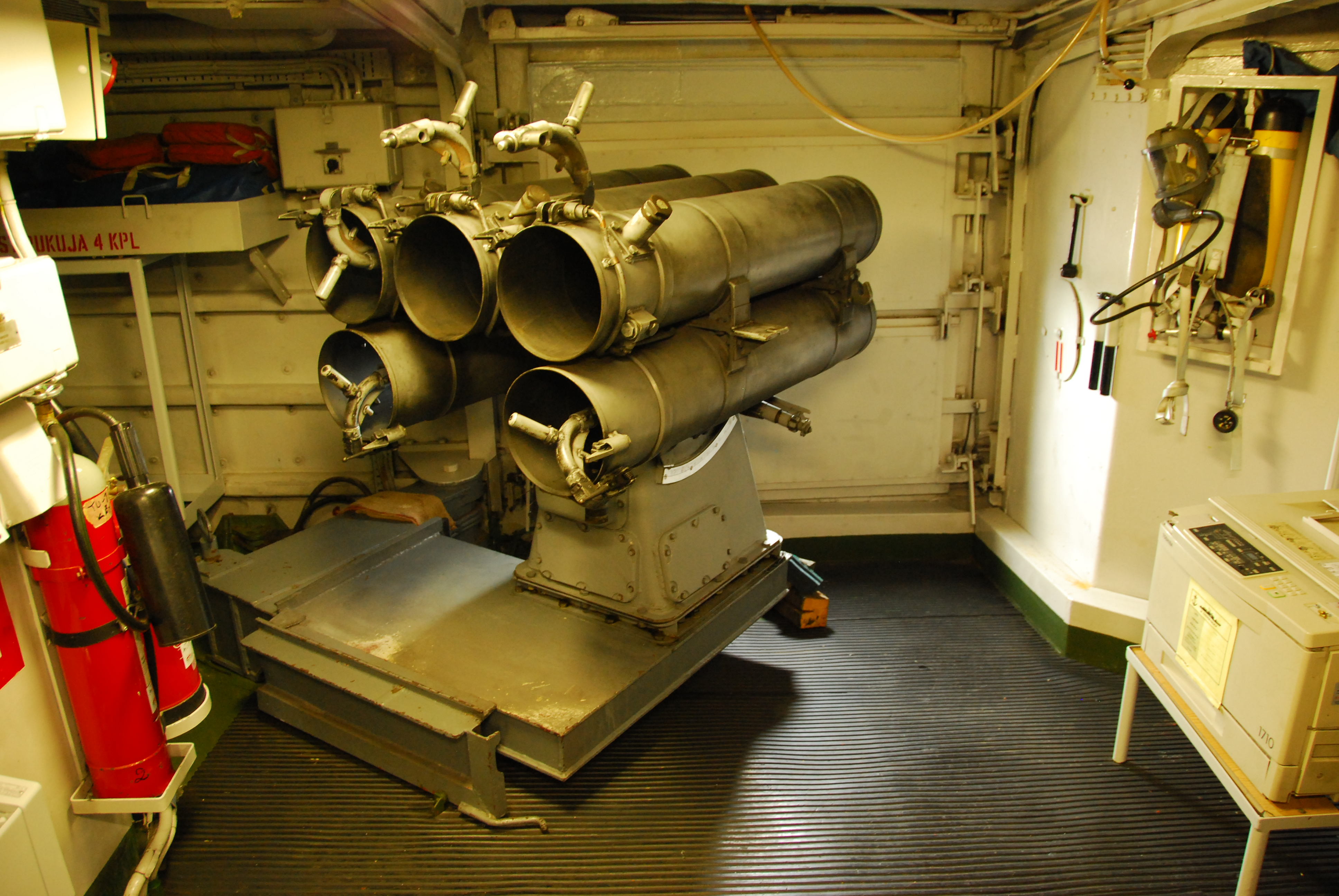
RBU-1200

Elektroniku tvořil vyhledávací radar WM-22, navigační radar Terma 20T48, systém řízená palby 9LV200 Mk 2, elektrooptický zaměřovač EOS-400 a sonar Simrad. Plavidla rovněž nesla odpalovače klamných cílů Barricade. Hlavňovou výzbroj tvořil jeden 120mm kanón Bofors ve věži na přídi, dva dvouúčelové 40mm kanóny Bofors a dva protiletadlové 23mm dvoukanóny. K ničení ponorek sloužily dva raketové vrhače hlubinných pum RBU-1200 a dva klasické vrhače. V případě potřeby bylo možné naložit námořní miny.
Pohonný systém koncepce CODOG tvořily tři diesely MTU o výkonu 3015 kW a jedna plynová turbína Rolls-Royce Olympus TM3B o výkonu 12 065 kW. Lodní šrouby byly tři. Nejvyšší rychlost dosahovala 35 uzlů a cestovní rychlost 17 uzlů.